# Eduard Čech

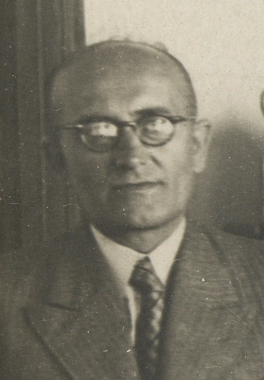
Eduard Čech

Eduard Čech (* 29. Juni 1893 in Stračov, Böhmen; † 15. März 1960 in Prag) war ein tschechischer Mathematiker, der sich mit projektiver Differentialgeometrie und mengentheoretischer Topologie beschäftigte.

## Leben
Čech war der Sohn eines Polizisten und studierte ab 1912 an der Karls-Universität Prag (unterbrochen 1915 bis 1918 als Soldat im Ersten Weltkrieg), um Lehrer zu werden. Danach war er Mathematiklehrer, arbeitete aber gleichzeitig an seiner Doktorarbeit über projektive Differentialgeometrie und wurde 1920 bei Karel Petr promoviert. Ab 1921 war er mit einem Stipendium des Erziehungsministeriums in Turin bei Guido Fubini, mit dem er ein zweibändiges Werk über projektive Differentialgeometrie schrieb (1926/27 erschienen). Ab 1922 war er Privatdozent in Prag, unterrichtete aber gleichzeitig weiter als Schullehrer. 1923 wurde er Nachfolger des früh verstorbenen Mathias Lerch als außerordentlicher Professor an der Masaryk-Universität in Brünn und 1928 Professor. 1935/36 war er auf Einladung von Solomon Lefschetz in Princeton. Čech machte Brünn zu einem Zentrum der kombinatorischen Topologie in den 1930er Jahren. Auch während des Zweiten Weltkriegs versuchte er, das Seminar aufrechtzuerhalten, obwohl die Universitäten von den Besatzern geschlossen wurden. Ab 1945 war er an der Universität Prag, wurde Direktor des Mathematischen Instituts der tschechischen Akademie der Wissenschaften und 1952 Präsident der tschechischen Akademie der Wissenschaften. 1956 war er Direktor des mathematischen Instituts der Universität Prag.
1932 führte er die Čech-Homologietheorie ein und auf dem Internationalen Mathematikerkongress 1932 in Zürich das Konzept höherer Homotopiegruppen, unabhängig von Witold Hurewicz. 1937 führte er die Stone-Čech-Kompaktifizierung topologischer Räume ein.
Am 2. April 1999 wurde der Asteroid (7739) Čech nach ihm benannt.